# Пейн, Роберт Трит
Роберт Трит Пейн (англ. Robert Treat Paine; 11 марта 1731, Бостон — 11 мая 1814, Бостон) — первый генеральный прокурор Массачусетса, делегат континентальных конгрессов от Массачусетса, подписавший Декларацию независимости.

## Биография

### Молодые годы
Роберт Трит Пейн родился 11 марта 1731 года в Бостоне, штат Массачусетс. Роберт был четвёртым из пяти детей в семье пастора баптистской церкви Томаса Пейна и Юнис Трит Пэйн, внучки преподобного Сэмюэла Пэйна, одного из основателей Ньюарка (штат Нью-Джерси). Начальное образование Пейн получил в Бостонской латинской школе, намереваясь пойти по стопам своего отца и деда по материнской линии в качестве пастора. В 14 лет он поступил в Гарвард-колледж, где четыре года изучал богословие. После его окончания непродолжительное время преподавал. Затем какое-то время работал в качестве морского торговца. В 1755 году начал изучать право, после чего в 1757 году был принят в коллегию адвокатов.
Во время франко-индейской войны попытался, но не смог получить звание офицера.

### Семья
После четырёхлетнего ухаживания в 1770 году женился на Салли Кобб, с которой возможно познакомился через её отца, в прошлом морского капитана. У Роберта Трит Пейна и Салли Кобб было 8 детей: 4 сына и 4 дочери.

### Карьера юриста
Интерес к событиям Американской революции начал проявлять после того, как колонисты добились аннулирования британским парламентом акта о гербовом сборе. В качестве делегата Массачусетского провинциального конгресса принимал участие в обсуждении невыносимых законов. Хотя Роберт Трит Пейн и не был лоялистом, но он, как и многие другие в начале войны, считал, что все споры с британской короной могут быть решены политически, без отделения от Великобритании. Эти взгляды изменились после бостонской бойни, когда многие колонисты поняли, что насилие было не только возможно, но и неизбежно. Пейн представлял сторону обвинения во время суда над британскими солдатами, от рук которых погибли несколько колонистов в центре Бостона (бостонская бойня). Сторону защиты представлял другой подписант Декларации независимости Джон Адамс. Пейн считал, что уличный протест не являлся ответом на насилие, а был спровоцирован квартирьерским актом (невыносимые законы). Он настаивал на том, что британские солдаты должны отправиться домой. Адамс же полагал, что столкновение было неизбежно, но считал, что британские военнослужащие имеют право на юридическую защиту. Большинство солдат были оправданы, некоторые были признаны виновными в непредумышленном убийстве. Несмотря на то что Адамс одержал победу (вызвав гнев многих колонистов), карьера Пейна после суда была вполне успешной. В 1773—1774 годах он служил в суде общей юрисдикции штата Массачусетс, а в 1774 и в 1775 годах был делегатом провинциального конгресса.
В период с 1774 по 1776 год Пейн принимал участие в Континентальных конгрессах: был членом комитета, который отвечал за закупку пороха для Континентальной армии, участвовал в выработке правил проведения дебатов, подписал петицию оливковой ветви, а позже Декларацию независимости. Делегат Бенджамин Раш назвал Пейна «мастером возражения» (англ. the objection maker) из-за его бесчисленных возражений по предложениям других делегатов при полном отсутствии собственных предложений.
После участия в Континентальных конгрессах, Пейн был спикером Палаты представителей Массачусетса, затем в разное время занимал несколько других постов. И в конце концов он стал первым генеральным прокурором штата Массачусетс и в этой должности выступал обвинителем по делу восстания Шейса. Пейн также помог основать Американскую академии искусств и наук. Он отклонил предложение губернатора Джона Хэнкока, стать членом Верховного суда штата, но когда предложение поступило во второй раз, Пейн принял его и служил в этом качестве до своей отставки в 1804 году. Проведя десять лет на пенсии, 11 мая 1814 года Роберт Трит Пейн скончался.

## Образ в кино
- «Джон Адамс» (2008)